# Agostinho Leal
Agostinho Almeida Mendes Leal (Penafiel, Portugal, 4 de agosto de 1960) es un escritor y exmilitar paracaidista portugués. Es conocido por escribir sobre los Caminos de Santiago, peregrinación que llevó a cabo por varias veces, en varios caminos.

## Biografía
Agostinho Leal nació en 4 de agosto de 1960, en Duas Igrejas, Penafiel, cambiándose sin embargo, para la localidad vecina de Vila das Aves, donde pasó su infancia. En 1981, ingresó en la Fuerza Aérea Portuguesa, en la Base Escuela de Tropas Paracaidistas, donde concluyó el curso de paraquedismo militar, acabando por seguir la carrera militar, hecho que lo llevó a fijar residencia permanente en Ovar, próximo al Regimento de Infantaria N.º 10 (San Jacinto (Aveiro)). En 2008 concluyó su carrera militar, pasando a la Situación de Reserva, en el puesto de Sargento-Jefe Paracaidista.
En 2011, Leal descubrió los Caminos de Santiago, por los cuales se enamoró de inmediato. El placer que sintió lo llevó a repetir la peregrinación varias veces, en caminos diferentes. Recorrió los Caminos de Santiago a pie y de bicicleta, solo y en grupo, llegando a totalizar más de 4 mil kilómetros. La experiencia que obtuvo en la peregrinación se refleja aún en el trabajo que desarrolla junto de la Asociación Espacio Jacobeu, una ONG que se dedica a la promoción y mantenimiento de los Caminos de Santiago, así como al auxilio de sus peregrinos.

## Obra Literaria

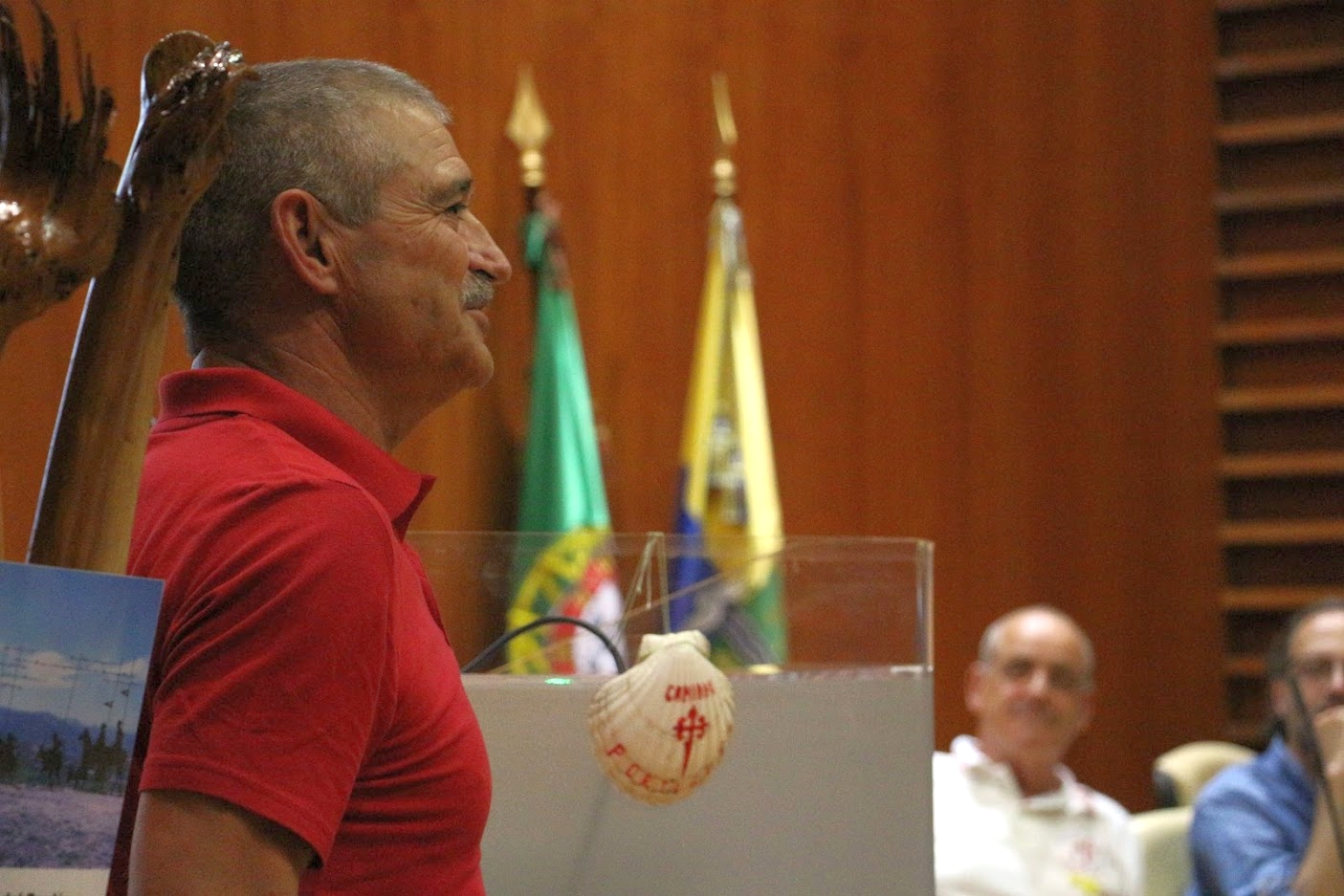
Agostinho Leal, durante la presentación del Camino Bajo el Silencio de las Estrellas, en 2018.

Inspirado por las varias peregrinaciones que llevó a cabo y motivado por el placer de la escritura, en 2016, Agostinho Leal comenzó a esbozar un romance que se vendría a hacer en su primer trabajo literario, O Caminho Sob o Silêncio das Estrelas (El Camino Bajo el Silencio de las Estrellas), que editó de forma independiente, asumiendo los costes y trabajo de producción y distribución. La suya estrena literaria fue presentada públicamente en 7 de septiembre de 2018, en el Salón Noble de la Junta de Freguesia de Vila das Aves, localidad donde creció.
El año siguiente, después de agotar todos los ejemplares de la primera edición y motivado por el éxito de su primer libro, fue abordado por la Ego Editora para la publicación de una segunda obra, Memórias de Um Peregrino (Memorias de Un Peregrino). Este libro fue lanzado en 2019, juntamente con la reedição del Camino Bajo el Silencio de las Estrellas.

### Obras publicadas
- O Caminho Sob o Silêncio das Estrelas (El Camino Bajo el Silencio de las Estrellas), (publicación de autor), 2018 (re-editado en 2019, pela Ego Editora)[3][6][7][11][12][13][14]

- Memórias de Um Peregrino (Memorias de Un Peregrino), Ego Editora, 2019[15][16][17][18]